# جاستین مور
جاستین مور (انگلیسی: Justin Moore؛ زادهٔ ۳۰ مارس ۱۹۸۴) خواننده و آهنگساز سبک کانتری اهل ایالات متحده آمریکا است که از سال ۲۰۰۷ میلادی تاکنون مشغول فعالیت بوده‌است. او نخستین آلبوم استودیویی خود را در سال ۲۰۰۹ منتشر کرد. تاکنون چندین تک‌آهنگ وی در میان ده ترانه برتر جدول‌های کانتری بیلبورد آمریکا جای گرفته‌اند.